# Trouble Maker
Trouble Maker (hangul: 트러블 메이커) är en sydkoreansk duogrupp bildad år 2011 av Cube Entertainment. Den består av sångerskan HyunA från tjejgruppen 4Minute och sångaren Hyunseung från pojkbandet Beast som nu heter HIGHLIGHT.

## Karriär

### Debut medTrouble Maker
I november 2011 meddelade Cube Entertainment bildandet av duogruppen Trouble Maker bestående av HyunA från 4Minute och Hyunseung från HIGHLIGHT. Mot slutet av månaden började teasers släppas inför gruppens debut, och de introducerade sig för första gången live med ett framträdande vid Mnet Asian Music Awards. Den 28 november släpptes den första teasern från musikvideon tillhörande gruppens debutsingel "Trouble Maker", och den 30 november släpptes videons andra teaser.
Den 1 december 2011 släpptes hela musikvideon till debutsingeln "Trouble Maker", samt gruppens självbetitlade debutalbum Trouble Maker som inkluderar totalt fyra låtar. Under början av månaden påbörjade de marknadsföringen med "Trouble Maker" i musikprogram som Inkigayo på SBS, M! Countdown på Mnet, och Music Bank på KBS. Den 11 december 2011 medverkade HyunA och Hyunseung även i Gag Concert på KBS.
Med sin singel "Trouble Maker" vann gruppen första plats i Music on Top på JTBC, M! Countdown på Mnet och Inkigayo på SBS. Vid årets sista avsnitt av M! Countdown den 29 december 2011 stod de också som vinnare i programmet för tredje veckan i följd. Deras marknadsföring avslutades vid Inkigayo i mitten av januari, och med ett framträdande vid Golden Disk Awards som hölls i Osaka i Japan. Redan i januari hade även musikvideon till "Trouble Maker" uppnått fler än 10 miljoner visningar på Youtube.
I december 2015 hade musikvideon till "Trouble Maker" uppnått fler än 60 miljoner visningar på Youtube.

### Chemistryoch "Now"
I början av oktober 2013 släpptes teasers inför gruppens återkomst med singeln "Now", samt deras nya album som skulle släppas i två helt olika versioner. Musikvideon tillhörande den nya singeln "Now" släpptes den 27 oktober 2013, och väckte uppmärksamhet för likheterna med sångerskan Rihannas video till "We Found Love". Den 28 oktober släpptes även duons nya album Chemistry som inkluderar totalt fem låtar. "Now" slog igenom direkt och toppade musiktopplistorna hos alla landets stora digitala musikförsäljare, samt behöll första platsen på flera listor under kommande dagar. Även andra låtar från albumet Chemistry klättrade på topplistorna. Den 2 november 2013 toppade "Now" den nationella singellistan Gaon Chart och var överlägset veckans mest digitalt nedladdade låt i Sydkorea, medan albumet Chemistry nådde andra plats på Gaon Charts albumlista.
Den 30 oktober 2013 framträdde gruppen för första gången med "Now" live i musikprogrammet Show Champion på MBC Music, där de även framförde låten "Attention" som är inkluderad på Chemistry. I samma program följande vecka den 6 november 2013, tog de för första gången hem första plats med "Now". De fortsatte att rada upp vinster genom att vinna varje dag i M! Countdown på Mnet den 7 november, Music Bank på KBS den 8 november, Show! Music Core på MBC den 9 november, och Inkigayo på SBS den 10 november.
Den 22 november 2013 framträdde de med "Now" vid Mnet Asian Music Awards som hölls i Hongkong. Gruppen avslutade marknadsföringen av albumet med ett sista framträdande den 30 november i Show! Music Core på MBC. I december 2013 medverkade Trouble Maker i ett välgörenhetsprojekt med singeln "Smile Again" framförd tillsammans med sångerskan G.NA. De medverkade även som modeller i december månads upplaga av tidskriften CeCi som utgavs i Sydkorea, Kina och Thailand.
I januari 2014 släppte duogruppen Two Song Place en musikvideo till deras singel "Age Height" som inkluderar en parodi av Trouble Makers "Now".

## Medlemmar
| Födelsenamn     | Födelsenamn | Födelsedatum     | Gruppdeltagande |
| Romanisering    | Hangul      | Födelsedatum     | Gruppdeltagande |
| --------------- | ----------- | ---------------- | --------------- |
| Kim Hyun-Ah     | 김현아      | 6 juni 1992      | 4Minute         |
| Jang Hyun-seung | 장현승      | 3 september 1989 | Beast           |

## Diskografi

### Album
| Albuminformation                                   | Topplacering          |
| Albuminformation                                   | Sydkorea (Gaon Chart) |
| -------------------------------------------------- | --------------------- |
| Trouble Maker (EP-skiva) - Släppt: 1 december 2011 | 2                     |
| Chemistry (EP-skiva) - Släppt: 28 oktober 2013     | 2                     |

### Singlar
| År   | Titel           | Topplacering          |
| År   | Titel           | Sydkorea (Gaon Chart) |
| ---- | --------------- | --------------------- |
| 2011 | "Trouble Maker" | 1                     |
| 2013 | "Now"           | 1                     |